# Molen Sonneville
De Molen Sonneville (ook: Stenen Molen) is een windmolen in de tot de gemeente Gent behorende plaats Zwijnaarde, gelegen aan Heerweg-Noord 33.
Deze ronde stenen molen van het type beltmolen fungeerde vroeger als oliemolen en later als korenmolen.

## Geschiedenis
Deze molen werd opgericht vóór 1818 en fungeerde als oliemolen. Later werd het ook een korenmolen. Vanaf 1943 was er in de molen ook een elektrische maalderij. In 1971 werd de molen nog uitwendig gerestaureerd, maar er werd niet meer met windkracht gemalen. Vanaf 2005 werden plannen ontwikkeld om de molen weer maalvaardig te maken. In 2019 werd het wiekenkruis verwijderd in afwachting van verder herstel.

### Staakmolen
Als staakmolen staat hij bekend om zijn verplaatsbare kast die op een grote houten staak rust. Dit type molen was in Vlaanderen populair vanwege de eenvoud en efficiëntie.

### De werkingsprincipes van een staakmolen
Molen De Sonneville was een staakmolen, wat betekent dat de molen draaide door de kast van de molen zelf op een staak, die naar de wind werd gedraaid. Dit was anders dan de traditionele "torenmolen", die vaak veel hoger was en vast stond. In een staakmolen kan de hele molenkast worden gedraaid om optimaal gebruik te maken van de windrichting.
De werking van de molen was afhankelijk van het mechanisme van de wieken die de molen aandreven. De wieken draaiden een as die met een groot wiel verbonden was, wat op zijn beurt het malen van graan mogelijk maakte. Het graan werd in een maalsteen gezet en vervolgens gemalen door de draaiende beweging van de molen.

### De molen als werkplek en gemeenschapscentrum
In de 18e en 19e eeuw was de molen niet alleen een plek om graan te malen, maar ook een sociaal ontmoetingspunt. Boeren kwamen dagelijks naar de molen, niet alleen om hun graan te malen, maar ook om met elkaar te praten, nieuws te delen en zaken te doen. Het was een soort "gemeenschapscentrum" waar de dorpsbewoners elkaar regelmatig ontmoetten.
De molenaar had vaak een belangrijke rol binnen de gemeenschap, omdat hij niet alleen de molen bediende, maar ook de economische activiteiten van het dorp beïnvloedde. Hij was degene die de prijzen van het malen bepaalde en ook in sommige gevallen hielp bij de regeling van markten of landbouwproductie.

### Gebruik van de molen tijdens oorlogen
De molen had niet alleen een economische functie, maar speelde ook een cruciale rol in de strijd om onafhankelijkheid en tijdens oorlogen. Tijdens de Tweede Wereldoorlog werd Molen De Sonneville een belangrijk symbool van verzet, omdat het werd gebruikt als een geheime ontmoetingsplaats voor verzetsleden. Dit was typisch voor veel molens in Vlaanderen, waar de grote molenruimtes en de afgelegen locaties een uitstekende schuilplaats boden voor mensen die zich wilden verbergen voor de bezetters.
Veel molenaren waren ook actief betrokken bij het verzet, vooral in gebieden waar molens nog steeds functioneerden. Ze gebruikten de molens om geheime boodschappen door te geven of voedsel te verbergen.

## Straffe verhalen

### Het "Molenaarsspook"
Er bestaat een legende dat de geest van een voormalige molenaar 's nachts rond de molen zou dwalen. Deze molenaar zou ontevreden zijn gestorven na een ruzie met zijn opvolger over de verkoop van de molen. Verschillende bewoners van Zwijnaarde beweren ooit een flikkerend licht of een schim te hebben gezien bij de molen op donkere avonden. Het verhaal werd vooral aan kinderen verteld om hen uit de buurt van de molen te houden.

### Het Verdwenen Zilver (18e eeuw)
Een bekend verhaal vertelt dat een molenaar tijdens de Franse bezetting zijn zilvervoorraad in de molen verstopte uit angst voor plundering. De molen werd echter door soldaten doorzocht en het zilver werd nooit teruggevonden. Volgens sommige bewoners zou het nog steeds ergens in de molen of de omgeving begraven liggen. Dit verhaal inspireerde generaties kinderen om rond de molen te graven op zoek naar de verborgen schat.

### De "Verliefde Wieken"
In de 19e eeuw was er een romantisch verhaal verbonden aan de molen. Een jonge molenaarsdochter werd verliefd op een arbeider uit een naburig dorp, wat haar vader niet goedkeurde. De twee spraken stiekem af bij de molen, waarbij de wieken gebruikt werden als een geheime code: als de wieken in een bepaalde stand stonden, wist de arbeider dat het veilig was om naar de molen te komen. Uiteindelijk werd hun liefde ontdekt, en het stel werd verbannen uit Zwijnaarde. Het verhaal leeft voort als een lokale legende.

### De Nacht van de Brand (1898)
In 1898 brak er brand uit in de molen nadat bliksem insloeg tijdens een hevig onweer. Het vuur werd gelukkig snel ontdekt door bewoners uit de buurt, die met emmers water de vlammen wisten te doven. Hoewel de schade aanzienlijk was, kon de molen worden hersteld. De molen werd vanaf dat moment voorzien van een primitieve bliksemafleider, wat in die tijd als vooruitstrevend werd gezien.

### De Molen als Klokkentoren (20e eeuw)
Tijdens de Eerste Wereldoorlog werd de molen tijdelijk gebruikt als uitkijkpost en waarschuwingssysteem. De bewoners van Zwijnaarde hesen vlaggen aan de wieken om elkaar te waarschuwen voor naderende soldaten. Na de oorlog werd deze unieke vorm van communicatie herdacht, en sommige dorpsfeesten bevatten nog steeds een ceremonieel hijsen van een vlag bij de molen.

### Het Jaar Zonder Wind (1816)
In 1816, het jaar na de uitbarsting van de vulkaan Tambora, werden veel windmolens in Vlaanderen getroffen door extreme weersomstandigheden, waaronder een gebrek aan wind door atmosferische veranderingen. De molen in Zwijnaarde stond wekenlang stil, wat leidde tot graantekorten in de regio. Dit jaar staat bekend als het "Jaar Zonder Zomer," en de molen werd een symbool van hoe afhankelijk mensen toen waren van natuurlijke elementen.

### De Strijd om het Erfgoed (1960)
In de jaren '60 dreigde de molen te worden afgebroken om plaats te maken voor nieuwe woningen. Een groep lokale bewoners kwam echter in actie om dit te voorkomen. Ze richtten een comité op en voerden een succesvolle campagne om de molen als beschermd monument te laten erkennen. Deze strijd wordt nog steeds herinnerd als een van de eerste grote erfgoedcampagnes in de regio.

### De "Zwijnaardse Molenaarsslag"
Rond het midden van de 18e eeuw was er een hevig conflict tussen twee molenaarsfamilies in Zwijnaarde over het recht om graan te malen voor de kerk en de lokale abdij. Het conflict leidde tot verschillende rechtszaken en zelfs een fysiek gevecht tussen de families, dat bekend werd als de "Zwijnaardse Molenaarsslag." Uiteindelijk won de familie die de Eedemolen uitbaatte, waardoor hun naam werd gevestigd in de lokale geschiedenis.
Hier zijn meer details en verhalen over Molen De Sonneville en de historische context waarin hij functioneerde:

### De Geest van de Nachtmolenaar
Een intrigerend volksverhaal dat de ronde doet in Zwijnaarde is dat van de "Geest van de Nachtmolenaar." Volgens de legende werkte een molenaar in de 18e eeuw 's nachts door om een grote bestelling op tijd af te krijgen. Hij werd echter verrast door een inbreker en kwam in het gevecht om. Sindsdien beweren bewoners soms 's nachts vreemde geluiden te horen, zoals het piepen van de molenkast of een zacht gefluister, alsof de molenaar zijn werk nog steeds probeert af te maken.

### De Restauratie van 1927
In 1927 onderging de molen een uitgebreide restauratie onder leiding van een bekende molenmaker uit de regio. Deze restauratie was bijzonder omdat de gemeenschap actief betrokken werd bij het proces. Boeren leverden hout en arbeiders hielpen mee met het herstel van de wieken en het maalmechanisme. Het project werd een symbool van gemeenschapszin in Zwijnaarde.

### De Molen als Filmdecor
In de jaren '50 werd Molen De Sonneville gebruikt als decor voor een Vlaamse film, "De Wind van het Verleden." Het verhaal ging over een jonge molenaarszoon die moest kiezen tussen zijn traditionele familiebedrijf en zijn droom om kunstenaar te worden. De molen speelde een centrale rol en werd hierdoor tijdelijk een toeristische trekpleister.

### De Molenaarscursus
In de jaren '70 werd de molen een opleidingslocatie voor toekomstige molenaars. Onder leiding van een ervaren molenmaker werden geïnteresseerden geleerd hoe een staakmolen werkt en hoe ze deze moeten onderhouden. Deze cursussen trokken mensen uit heel Vlaanderen en hebben bijgedragen aan het behoud van de molenaarskunst.

### De Molen als Onderduikplaats
Tijdens de Tweede Wereldoorlog werd de molen gebruikt als onderduikplaats voor verzetsleden. De ruimte onder de molen bood een veilige schuilplaats en werd vaak gebruikt om berichten of voedsel uit te wisselen. Na de oorlog werden deze verhalen gedeeld tijdens lokale bijeenkomsten, en de molen werd een symbool van verzet en solidariteit.
De molen bood vaak tijdelijk onderdak aan vluchtelingen uit omliggende dorpen. De ruimte onder de molen was ingericht als opslagplaats, maar werd in tijden van nood gebruikt als schuilplaats. Lokale verhalen vertellen dat de wieken opzettelijk werden verwijderd om te voorkomen dat vijandelijke vliegtuigen de molen zouden gebruiken als herkenningspunt.

### De Laatste Maaldag
De laatste keer dat de molen officieel meel produceerde, was in 1954. Dit moment werd bijgewoond door oudere bewoners die herinneringen ophaalden aan de tijd dat de molen een belangrijk onderdeel van hun leven was. Na deze dag werd de molen stilgelegd en later gerestaureerd om te dienen als historisch monument.

### Het Jaar van de Verhuis
Een uniek verhaal is dat de molen in het begin van de 20e eeuw bijna werd verhuisd naar een andere locatie om hem beter te beschermen tegen stedelijke ontwikkeling. Het idee werd uiteindelijk verlaten omdat de gemeenschap fel gekant was tegen het verlies van hun historische symbool.

### De Legendarische Molensteen
Volgens een oude overlevering zou de molen een speciale molensteen hebben gehad, afkomstig uit een abdij in de buurt. Deze steen zou gezegend zijn en zorgde volgens de bewoners voor "het fijnste meel in de streek". De steen verdween echter tijdens een verhuizing in de 20e eeuw en is nooit meer teruggevonden.
- Inventaris van het Bouwkundig Erfgoed (Vlaanderen): 26968